# エリッキ＝スヴェン・トゥール
エリッキ＝スヴェン・トゥール（Erkki-Sven Tüür、1959年10月16日 - ）は、エストニアの作曲家。エルッキ＝ズヴェン・トゥール、エルキ＝スヴェン・ティールとも表記される。

## 経歴
エストニアのヒーウマー島カルトラに生まれた。1976年から1980年にかけて、タリン音楽学校でフルートと打楽器を、1980年から1984年にかけて、タリン音楽アカデミーでヤーン・ラーツから作曲を、また個人的にレポ・スメラからも学ぶ。その一方で、1979年から1984年にかけて、「In Spe」というロック・グループを率いて活動。またたく間に、エストニアの人気バンドの一つになる。
トゥールは作曲に専念するため、In Speを脱退。ペレストロイカの到来で、すぐさま西側の聴衆に注目される。ヘルシンキ・フィルハーモニー管弦楽団、ヒリヤード・アンサンブル、ストックホルム・サクソフォーン四重奏団、バーミンガム市交響楽団などが彼に作曲を委嘱した。1991年と1996年のエストニア文化賞を受賞。

## 作風
作風はプログレッシブ・ロック、特にキング・クリムゾン、フランク・ザッパ、イエス、ジェネシス等に影響を強く受けている。ミニマリズム、スペクトル分析、直線対位法、十二音技法、音響作曲法等を好み、こちらも強く影響を受けている。

## 代表作

### 管弦楽曲
- 交響曲第2番 （1987年）
- 交響曲第3番 （1997年）
- 交響曲第4番 『マグマ Magma 』 （打楽器と管弦楽の為の協奏曲） （2002年）
- Searching for Roots （シベリウスへのオマージュ）（1990年）
- 時代 Zeitraum （1992年）
- 出エジプト Exodus （1999年）

### 協奏曲
- チェロ協奏曲
- ヴァイオリン協奏曲
- マリンバ協奏曲 『情熱 Ardor』
- ヴィオラ協奏曲 『照明 Illuminatio』（2008年）

### 弦楽オーケストラのための作品
- 砂の島 Insula deserta （1989年）
- Show （Action, Passion, Illusion） （1993年）
- 灯台 Lighthouse （1997年）

### 声楽曲
- オラトリオ『世の終焉の前に Ante finem saeculi』 （1985年）
- Inquiétude du Fini （1992年）
- レクイエム Requiem （1994年）
- サルヴェ・レジーナ Salve regina （2005年）

### 室内楽曲
- 構図 I-VII Architectonics I-VII （1984年-1992年）
- ピアノソナタ（1985年）
- 弦楽四重奏曲 （1985年）
- 献呈 Dedication （1990年）